# جوناثان دروين
جوناثان دروين هو لاعب هوكي جليد كندي، ولد في 28 مارس 1995 في سانت أغاث دس مونتس في كندا.

## وصلات خارجية
- جوناثان دروين على موقع دوري الهوكي الوطني (الإنجليزية)
- جوناثان دروين على موقع EliteProspects.com (الإنجليزية)
- جوناثان دروين على موقع Eurohockey.com (الإنجليزية)
- جوناثان دروين على موقع HockeyDB.com (الإنجليزية)
- جوناثان دروين على موقع Hockey-Reference.com (الإنجليزية)